# Pehria electrophaea
Pehria electrophaea är en fjärilsart som beskrevs av Willie Horace Thomas Tams 1929. Pehria electrophaea ingår i släktet Pehria och familjen ädelspinnare. Inga underarter finns listade i Catalogue of Life.